# Eurogamer
Eurogamer — вебсайт присвячений відеоіграм. Сфокусований на новинах, рецензіях та іншим матеріалам стосовно індустрії відеоігор. Штаб-квартира знаходиться в Брайтоні, Східний Сассекс, Англія. Вебсайтом володіє Gamer Network Ltd. Був сформований у 1999 братами Рупертом та Ніком Ломанами, коли вони були у старших класах школи.
Gamer Network заявив, що Eurogamer став найбільшим відвідуваним незалежним сайтом тематики відеоігор у Європі (у листопаді 2011 сайт мав більше 5,7 унікальних відвідувачів) та був першим сайтом, який піддав свій трафік незалежній перевірці системою ABC Electronic. Головним чином сайт має аудиторію із Великої Британії та Ірландії; Gamer Network використовує бренд Eurogamer, аби працювати у інших європейських країнах.
Більшість рецензій європейських або PAL ігрових релізів.

## Персонал

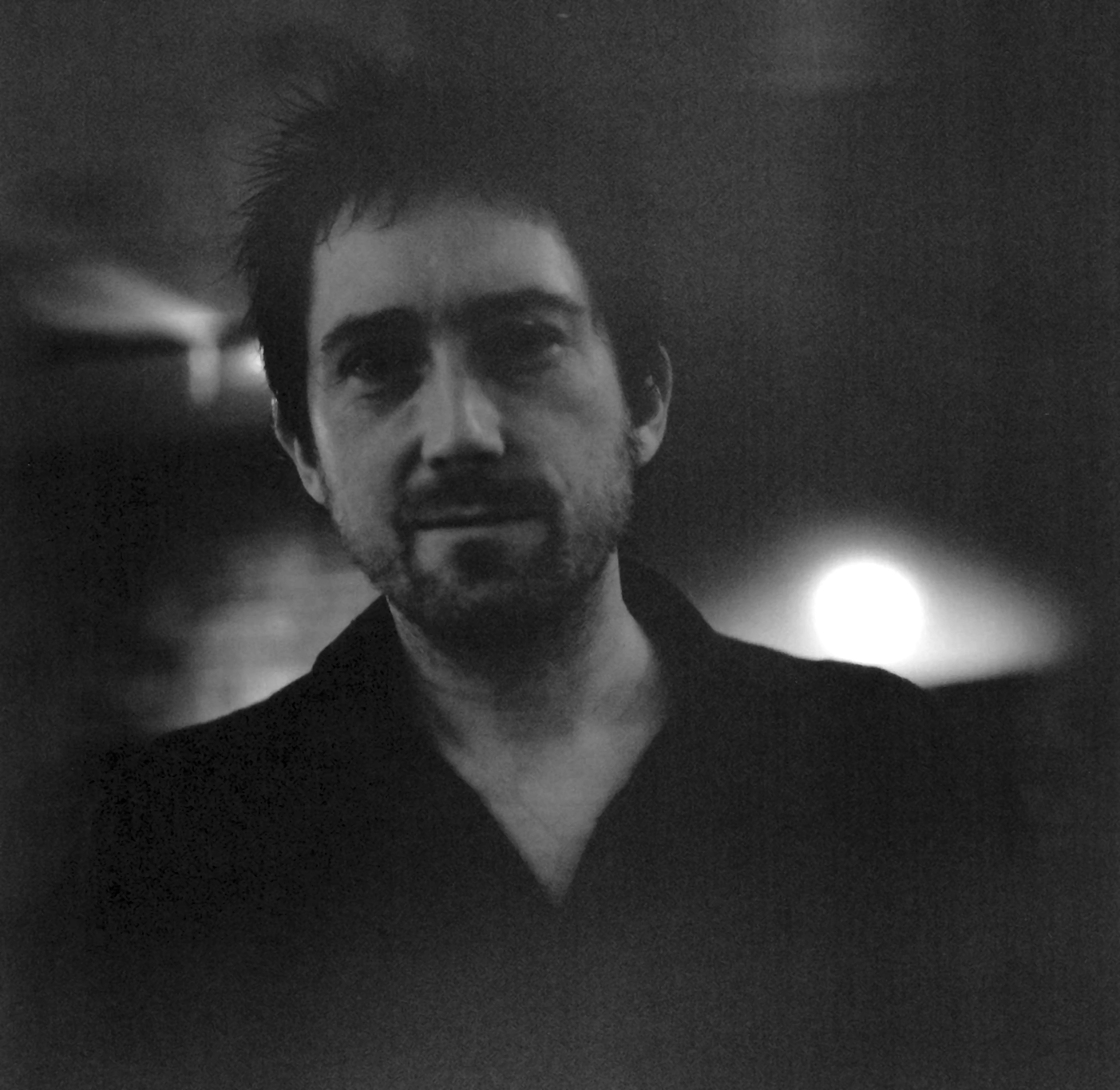
Колишній редактор Крістан Рід

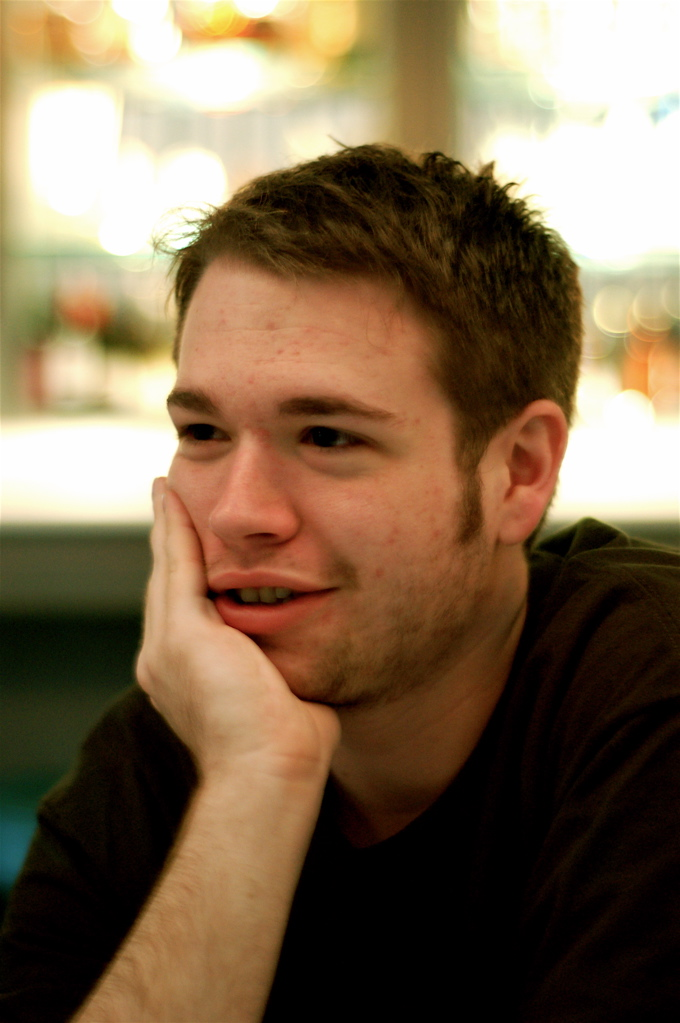
Колишній редактор Том Бремвел

Теперішній редактор Eurogamer Олі Велш перебрав на себе посаду від Тома Бремвела у вересні 2014. До Бремвела редактором був Крістан Рід. Дописувачами сайту в минулому чи теперішньому є письменники із PC Gamer, GamesTM, Edge, та Rock, Paper, Shotgun, такі як Кьєрон Гіллен, Джим Роззінгол, Джон Волкер, Саймон Паркін, Алек Мір, Річард Лідбеттер та Ден Вайтхед, а також колишній редактор GamesIndustry.biz — Роб Фахей.

### У ЗМІ
У лютому 2007 засновник Eurogamer Руперт Ломан дав інтерв'ю журналу MCV. 19 серпня 2017 інтерв'ю з ним з'явилося в газеті The Sunday Telegraph, в якому він говорив про досвід, який отримав, обравши керування Eurogamer замість того, аби піти у вищий навчальний заклад.

### Нагороди
У 2007 сайт Eurogamer виграв нагороду Games Media Awards у категоріях Best Games Website, News, and Best Games Website та Reviews & Features. Починаючи із 2008 і закінчуючи 2013 сайт вигравав цю нагороду у категорії Best Games Website, що стало першим прецедентом за історію існування цієї нагороди.
Заступник редактора Том Бремвел виграв Specialist Digital Media у категорії Best Writer. Редактор телебачення Джонні Мінклі у 2007 виграв нагороду Mainstream TV or Radio у категорії Best Games-Dedicated Broadcast. Редактор новин Віслі Йін-Пул виграв у категорії Best News Writer в 2014.
В 2003 Руперт Ломан виграв Sussex Business Awards у категорії Entrepreneur of the Year , а у 2007 — нагороду One to Watch, яку випускає The Observer. У жовтні 2008 журнал Growing Business вибрав його у список одного із "30 юних гармат".

## Дочірні підприємства
Eurogamer є основним сайтом родини вебсайтів пов'язані із відеоіграми, об'єднані під мережею Gamer Network (скорочено від Eurogamer Network). Ці вебсайти були запущені або придбані. Між 2006 і 2012 було запущено кілька сестринських сайтів направлені на одну мову/країну. Першим таким сайтом був Eurogamer Germany. У червні 2007 було створено Eurogamer France, у травні 2008 було запущено Eurogamer Portugal, у серпні 2008 було відкрито Eurogamer Netherlands, у жовтні 2008 було започатковано Eurogamer Spain та Eurogamer Italy. У березні 2009 відкрився сайт Eurogamer Romania, у травні 2009 було запущено Eurogamer Czech, у червні 2009 — Eurogamer Denmark, у серпні 2009 — Eurogamer Belgium, у квітні 2010 — Eurogamer Sweden, у листопаді 2012 — Eurogamer Poland.
У квітні 2011 Eurogamer Netherlands та Eurogamer Belgium об'єдналися у Eurogamer Benelux. Сайт Eurogamer Romania припинив свою діяльність у 2011. У листопаді 2012 Eurogamer запустив свій перший поза європейський сайт — Brasilgamer.
Інші сайти під Gamer Network включають:
- GamesIndustry.biz, запущений у травні 2008 і інформує про глобальну індустрію відеоігор.
- USgamer, запущений в 2013, працює за такими ж принципами, що і Eurogamer, але має американський персонал[16][17][18].
- VG247, розпочався у 2008 між Gamer Network та Патріком Гарреттом, інформує про новини із гейміндустрії.
- Mod DB, первинно відкритий у 2002 як база даних модифікацій для відеоігор; куплений Gamer Network у 2015[19].
- Rock Paper Shotgun, британський вебсайт присвячений відеоіграм на ПК. Був куплений Gamer Network у травні 2017[20].

Із 2007 Eurogamer підтримує канал Digital Foundry, який оцінює відеоігри по технічними характеристикам, часто порівнюючи роботу ігор на різних платформах.
У лютому 2018 ReedPOP (дочірнє підприємство Reed Exhibitions, яке керує ігровими фестивалями PAX) викупила Gamer Network, аби розширити цифрові новини та редакційні матеріали. Великих змін від цієї події у самому Eurogamer не очікується. Сума покупки не була розголошена .